# Pont no 2 de la rivière du Petit-Tracadie
Pour les articles homonymes, voir Pont no 2.
Le pont no 2 de la rivière du Petit-Tracadie est un pont en béton traversant la rivière du Petit-Tracadie à Tracadie-Sheila, au Nouveau-Brunswick (Canada). Le pont est emprunté par la route 11. Le pont a une longueur d'environ 200 mètres[réf. nécessaire].